# Зухуров, Бег Сабурович
Бег Сабур (ранее Зухуров Бег Сабурович; род. 1 октября 1962, Таджикистан) — глава Службы связи при правительстве Республики Таджикистан (28 февраля 2011 — 23 января 2025).

## Биография
Бег Сабур родился 1 октября 1962 года в Восейском районе. Ранее его звали Зухуров Бег Сабурович, но с февраля 2014 он изменил имя в рамках требований закона «О государственной регистрации актов гражданского состояния».
С 1986 по 1988 годах проходил службу в рядах Вооруженных Сил СССР.
В 1988—1990 годах работал учителем в Педагогическом институте Куляба.
В 1998 году окончил Московский педагогический институт — кандидат физических наук, учитель физики и астрономии.
Позже начал работать преподавателем в Московском педагогическом институте с 1990 по 1999 годах.
В 2006 году был назначен первым заместителем министра связи Республики Таджикистан.
А уже 28 февраля 2011 года назначен главой Службы связи при правительстве Республики Таджикистан. 23 января 2025 года был освобождён от занимаемой должности. И на его место был назначен Исфандиёри Саадулло.
В 2015—2022 годах — Президент Федерации бокса Таджикистана.